# Мари, Жан-Жак
Жан-Жак Мари (род. 1937) — французский историк-троцкист, специализирующийся на СССР.

## Биография
Жан-Жак Мари имеет степень по классике, степень по истории и степень по русскому языку Национального института восточных языков и цивилизаций в 1961 году.
Войдя в политику в молодом возрасте в качестве члена левого крыла SFIO, выступал против войны в Алжире вместе со знаменитым ветераном французских крайне левых Марсо Пивером, который будет его наставником до самой смерти. С тех пор он был троцкистским активистом, членом Интернационалистской коммунистической организации (ОКИ) с 1965 по 1981 год, затем с 1981 по 1991 год — Интернационалистской коммунистической партии. С 1992 года был членом Рабочей партии, затем Независимой рабочей партии и Демократической независимой рабочей партии.
Специалист по советской истории, Жан-Жак Мари, в частности, написал биографии Сталина, Ленина и Троцкого.
Является одним из главных организаторов Центра изучения и исследований международных троцкистских и революционных движений (CERMTRI).
Постоянный автор журналов L’Histoire и La Quinzaine littéraire.

## Критика
Жан-Жак Мари считается одним из лучших французских специалистов по России и её советскому периоду.
По оценке газеты Le Monde, его книга «Россия при Путине» (2016) представляет собой «один из лучших и наиболее полных анализов постсоветской России».

## Публикации
- Présentation et annotation de Que faire ?, de Lénine, Paris, Seuil, coll. » L’Histoire immédiate «, 1966
- Staline, Paris, Seuil, coll. » L’Histoire immédiate «, 1967, 307 p.
- Les Paroles qui ébranlèrent le monde. Anthologie bolchevique (1917—1924), Paris, Seuil, coll. » L’Histoire immédiate «, 1968, 362 p.
- Les Bolcheviques par eux-mêmes, en collaboration avec Georges Haupt, Paris, éditions François Maspero, 1969
- Le Trotskisme, Paris, Flammarion, 1970, 144 p.
- Trotsky et la Quatrième Internationale, Paris, PUF, coll. » Que sais-je ? «, 1980, 127 p.
- Le Goulag, Paris, PUF, coll. » Que sais-je ? «, 1989, 127 p.
- 1953, les derniers complots de Staline :  [фр.]. — éditions Complexe. — Paris, 1993. — P. 253. — ISBN 2-87027-475-0.
- Les Peuples déportés d’Union soviétique, Bruxelles, éditions Complexe, 1995, 201 p.
- Trotsky, Paris, éditions Autrement, 1998, 228 p. ISBN 2-86260-833-5
- Staline, Paris, Fayard, 2003, 994 p. ISBN 2-213-60897-0
- Lénine, Paris, Balland, 2004, 503 p. ISBN 2-7158-1488-7
- Le Trotskysme et les trotskystes, Armand Colin, coll. » Histoire au présent «, 2004, 223 p. ISBN 2-200-26246-9
- Cronstadt, Paris, Fayard, 2005, 481 p. ISBN 2-213-62605-7
- La Guerre civile russe, 1917—1922. Armées paysannes, rouges, blanches et vertes, Paris, éditions Autrement, coll. » Mémoires «, 2005, 276 p. ISBN 2746706245
- Trotsky : Révolutionnaire sans frontières, Paris, Payot, coll. » Biographie Payot ", 2006, 621 p. ISBN 2-228-900-38-9
- Voyager avec Karl Marx — Le Christophe Colomb du Capital, La Quinzaine littéraire/Louis Vuitton, 2006, 320 p. ISBN 9782910491208
- Le Dimanche rouge, Larousse, mai 2008 ISBN 978-2-03-583348-8
- L'Antisémitisme en Russie, de Шаблон:Souverain- à Poutine :  [фр.]. — éditions Tallandier. — Paris, 2009. — P. 447. — ISBN 978-2-84734-298-7.
- Khrouchtchev : la réforme impossible, Payot, 2010 ISBN 2-228-90507-0
- Lénine : la révolution permanente, Payot, 2011 ISBN 978-2-228-90689-0
- Beria : le bourreau politique de Staline, Tallandier, 2013 ISBN 9791021002944
- Rapport sur le culte de la personnalité et ses conséquences, présenté au XXe congrès du Parti communiste d’Union soviétique, dit " Le rapport Khrouchtchev ", traduction et présentation, éditions du Seuil, 2015 ISBN 978-2021170542
- La Guerre des Russes blancs. 1917—1920, Tallandier, 2017, 524 p.
- Les Femmes dans la révolution russe, Seuil, 2017, 384 p.
- Vivre dans la Russie de Lénine, 2020, 382 p.
- Des gamins contre Staline, Seuil, 2022, 304 p. (ISBN 978-2-02-149040-4)